# Soldiers: Ludzie honoru
Soldiers: Ludzie honoru (ang. Soldiers: Heroes of World War II) – strategiczna gra czasu rzeczywistego osadzona w realiach II wojny światowej, stworzona przez studio Best Way i wydana w 2004 roku przez Codemasters na platformę Microsoft Windows.

## Fabuła
Soldiers: Ludzie honoru oferuje rozgrywkę w czterech kampaniach według narodowości kierowanych w niej wojsk: brytyjskiej, radzieckiej, niemieckiej i amerykańskiej, a także w szeregu misji dodatkowych. Gra zawiera również rozbudowany samouczek w formie misji szkoleniowych na poligonie.
- „Projekt Ameryka” – kampania brytyjska, nawiązująca do hipotetycznych niemieckich planów wystrzelenia rakiet V3 na amerykańskie miasta, takie jak Nowy Jork. W celu zapobieżenia atakowi, amerykańska agencja OSS prosi brytyjskich sojuszników o wysłanie oddziału komandosów w celu przejęcia szczątków pocisku użytego do testów na terenie Francji, co pozwoliłoby alianckim wywiadom lepiej poznać nową, niemiecką technologię i namierzyć urządzenie naprowadzające, zainstalowane przez szpiega na jednym z wieżowców Manhattanu. W sierpniu 1944 oddział ląduje  roku na plaży w okolicach Dunkierki, gdzie niszczy niemiecką artylerię nadbrzeżną i latarnię morską, a następnie rusza w głąb lądu[3]. W drugiej misji komandosi docierają do miasteczka Saint-Omer, w którym ratują przed egzekucją agentkę francuskiego ruchu oporu, swoją informatorkę. Dzięki uzyskanym od niej informacjom, żołnierze docierają cywilną łodzią na miejsce katastrofy pocisku[4]. Okazuje się jednak, że oddziały niemieckie dotarły tam wcześniej i usunęły ze skorupy rakiety najistotniejsze elementy. Aby wyprzedzić konwój, który przewozi system naprowadzający pocisku, komandosi udają się na zdradzieckie mokradła, prowadzeni przez psa miejscowego drwala, który zna bezpieczną drogę przez bagna[5]. Po dotarciu do miasteczka, przez które wiedzie trasa niemieckiej kolumny, i wyprzedzeniu jej o kilkanaście minut, Brytyjczycy ustawiają zasadzkę, w którą wciągają nieprzyjacielski konwój i niszczą go, a po odzyskaniu systemu naprowadzającego wycofują się w stronę najbliższego lotniska[6]. Ewakuacja jednak nie udaje się, bo samolot Westland Lysander, który miał odebrać komandosów, zostaje zestrzelony przez niemieckie działo przeciwlotnicze[7]. W ostatniej misji oddział specjalny wraz z ocalonym pilotem podejmuje się planu B, atakując inne, pilnie strzeżone lotnisko i wysyłając pilota z systemem naprowadzającym ukradzionym, niemieckim samolotem Junkers Ju 52. Po powstrzymaniu startu myśliwców Luftwaffe i odparciu ataku niemieckich pojazdów pancernych, komandosi wycofują się do najbliższej kryjówki francuskiego ruchu oporu. Dzięki ich akcji amerykańskie i brytyjskie służby poznają działanie systemu naprowadzania pocisków V3 i udaremniają atak na Nowy Jork[8].
- „Katiusza” – nazwa kampanii radzieckiej nawiązuje do wyrzutni rakiet katiusza, używanej przez Armię Czerwoną na froncie wschodnim II wojny światowej. Kampania rozpoczyna się w maju 1942 roku podczas drugiej bitwy o Charków. Oddział czołgów radzieckiej 23 Dywizji Pancernej otrzymuje rozkaz zaatakowania stacji kolejowej w miejscowości Priszib, gdzie Niemcy wyładowują swoje posiłki, stwarzające poważne zagrożenie dla sił Armii Czerwonej w rejonie. Pomimo początkowego sukcesu w postaci zajęcia wioski Szepel na drodze do głównego celu[9], na początku drugiej misji kolumna zostaje zaatakowana przez samoloty Luftwaffe i zniszczona. Udaje się przeżyć tylko kilku czołgistom, którzy w ruinach opuszczonego, prawosławnego klasztoru odnajdują broniącego się radzieckiego spadochroniarza[10]. Wspólnie z nim uciekają do pobliskiego lasu, gdzie w czasie rozmowy dowiadują się, że zadaniem przetrzebionego oddziału Specnazu było zniszczenie przejętej przez Niemców Katiuszy, tak aby wróg nie zdążył zbadać zdobytego egzemplarza i poznać nowej, radzieckiej technologii. Żołnierze decydują się połączyć swoje cele i najpierw odbić Katiuszę w celu użycia jej rakiet do unieszkodliwienia wojsk nieprzyjaciela na stacji Priszib, a dopiero później zniszczyć wyrzutnię. Wspólnymi siłami czołgiści oraz spadochroniarz przebijają się przez wrogą obronę do niemieckiego pociągu, który zawozi ich na stację, gdzie trzymana jest Katiusza[11]. Czerwonoarmiści dokonują wykradzenia wyrzutni i ewakuują się[12]. W ostatniej misji żołnierze pomyślnie docierają koleją w okolice stacji Priszib, gdzie niszczą wyładunek niemieckiego sprzętu i wysadzają Katiuszę w powietrze[13].
- „Gniew Tygrysa” – kampania niemiecka wzięła swoją nazwę od czołgu Tygrys używanego przez Wehrmacht i Waffen-SS. Jej głównym bohaterem jest postać historyczna, Michael Wittmann, niemiecki as pancerny, który w czerwcu 1944 roku zostaje wysłany ze swoim oddziałem w celu ustabilizowania sytuacji na froncie zachodnim i obrony francuskiego miasta Caen. W pierwszej misji pluton pancerny Wittmanna (trzy czołgi) kryje się w stodole przed nalotem alianckich myśliwców bombardujących, a następnie zdobywa przeprawę mostową, niszcząc oddziały brytyjskie w okolicy młyna[14]. Druga misja wzorowana jest na historycznej zasadzce, w której czołgi Wittmanna zniszczyły kolumnę pojazdów brytyjskiej 7 Dywizji Pancernej pod Villers-Bocage. Wroga kolumna zostaje zniszczona, choć Niemcy tracą jeden uszkodzony czołg[15]. Na początku trzeciego etapu Wittmann traci drugą maszynę i przy użyciu jedynego aktualnie sprawnego Tygrysa atakuje miasto. Trzeci czołg zostaje uszkodzony w centrum, zmuszając niemieckiego dowódcę do wycofania się przed brytyjskim kontratakiem[16]. Czwarta misja przedstawia fikcyjny epizod uderzenia na Villers-Bocage z drugiej strony przy użyciu naprawionego w przerwie pomiędzy misjami, pierwszego Tygrysa[17], a piąty i ostatni etap ilustruje ponowne zajęcie miasta przez Wittmanna i odparcie potężnego kontrataku nieprzyjaciela[18].
- „Droga do Berlina” – kampania amerykańska rozgrywa się we wrześniu 1944 roku w czasie operacji Market Garden. Jej bohaterowie, żołnierze 82 Dywizji Powietrznodesantowej, lądują w dużym rozproszeniu, w oddaleniu od swoich stref zrzutu w Holandii. Pierwsza misja opiera się na zgromadzeniu jak największej liczby spadochroniarzy i doprowadzeniu ich do miejsca ewakuacji[19]. W drugim etapie grupka amerykańskich żołnierzy atakuje i zajmuje przedmieścia Nijmegen[20]. Po wycofaniu się Niemców na drugą, silniej obsadzoną i umocnioną linię obrony, w trzecim etapie gracz otrzymuje dwa czołgi M4 Sherman, przy użyciu których ma za zadanie pokonać niemieckie siły pancerne i przedostać się do centrum Nijmegen[21]. Czwarta misja polega na unieszkodliwieniu nieprzyjacielskich stanowisk artyleryjskich, z których prowadzony jest ogień w stronę amerykańskich pozycji[22]. W ostatnim etapie spadochroniarze docierają do swojego głównego celu, mostów w Nijmegen, zajmując ich zachodni brzeg i broniąc pozycji przed kontratakami wroga[23].

## Rozgrywka
Gra umożliwia kierowanie działaniami niewielkiego oddziału żołnierzy na polu walki. Na początku każdego etapu, a także w czasie jego trwania, gracz otrzymuje do wykonania cele misji, takie jak zdobycie określonego terenu, utrzymanie zajmowanych pozycji, czy zniszczenie nieprzyjacielskich jednostek. Obserwując pole bitwy z lotu ptaka, kierować można zarówno całym oddziałem, wydając mu rozkazy do wykonania, jak też osobiście poruszać się i walczyć pojedynczym żołnierzem lub pojazdem w trybie bezpośredniej kontroli. Do użytku gracza oddano kilkadziesiąt rodzajów broni strzeleckiej, granatów, materiały wybuchowe, koktajle Mołotowa, noże, miny, a także pojazdy takie jak czołgi, transportery opancerzone, motocykle wojskowe i ciężarówki oraz inny sprzęt produkcji amerykańskiej, brytyjskiej, radzieckiej i niemieckiej. Otrzymane w czasie walki obrażenia można leczyć przy użyciu bandaży, a zużytą amunicję uzupełniać, poprzez znalezienie jej w skrzynkach z zaopatrzeniem lub przy zwłokach zabitych przeciwników.

## Dodatki
W 2005 roku został wydany jedyny, oficjalny dodatek do gry zatytułowany Outfront: Na tyłach wroga, opowiadający o działaniach radzieckiej partyzantki w czasie II wojny światowej.

## Odbiór
Gra otrzymała od większości recenzentów dobre i bardzo dobre opinie. Bob Colayco z serwisu GameSpot napisał, że „Soldiers: Heroes of World War II wyróżnia się atrakcyjną grafiką i wymagającą rozgrywką, będącą ciekawą hybrydą strategii i akcji”. Pochwalił on możliwość sterowania jednostkami w trybie bezpośredniej kontroli, duży wybór broni oraz szczegółową grafikę, dostrzegając w niej takie detale, jak dokładne animacje zdejmowania broni z ramienia, czy to, że żołnierz pozostawiony na chwilę bez żadnego zadania zacznie palić papierosa, a przed oddaniem strzału z okna wybije szybę. Skrytykował jednak scenariusze niektórych misji, dużą dysproporcję sił pomiędzy wojskami gracza i nieprzyjaciela oraz stwierdził, że „poziom trudności w grze często graniczy z karą”. Portal GameZone ocenił wysoko wszystkie aspekty Soldiers, takie jak grywalność, grafikę, udźwiękowienie i tryb wieloosobowy, pozytywnie odniósł się także do trybu bezpośredniej kontroli; ocenił jednak, że to za mało, aby gra wyróżniała się spośród wielu innych drugowojennych RTS-ów. Steve Butts z portalu IGN nazwał Soldiers syntezą wielu dobrych gier strategicznych, przy czym łączy ona najlepsze elementy z każdej z nich: „Jest to doskonały i wymagający tytuł, który nie zadowala się odtwarzaniem tego, co wszyscy inni już zrobili”. Pochwalił grę za to, że nagradza cierpliwość i przemyślane posunięcia gracza: „W dzisiejszych czasach jest tak wiele naśladowczych, opartych na marce projektów, że granie w wysokiej jakości tytuł, który wymaga pewnych umiejętności, to prawdziwa przyjemność”. Wytknął produkcji Best Way niedobory w sztucznej inteligencji macierzystych jednostek, pozytywnie ocenił za to tryb współpracy w grze wieloosobowej. Wszyscy recenzenci zwrócili uwagę na bardzo bogaty i dopracowany system zniszczeń w Soldiers: każdy obiekt w grze można na różne sposoby uszkodzić i zniszczyć. Zarówno Colayco, jak i Butts wiele miejsca w swoich recenzjach poświęcili na pochwały dla realistycznego sterowania pojazdami, w których kończy się amunicja i paliwo, pociski do działa trzeba załadować ręcznie, a ropę zatankować; ponadto liczba żołnierzy w czołgu ma realne przełożenie na jego skuteczność bojową. Obaj zwrócili jednak uwagę także na to, że z powodu szczegółowości grafiki i skomplikowanej fizyki na większości komputerów z tamtych czasów gra nie działała płynnie. Wyraźnie krytyczną recenzję wystawił jedynie Adam Biessener z serwisu Game Informer, który choć dostrzegł w Soldiers duży potencjał i docenił oprawę audiowizualną, to stwierdził, że gra jest zbyt skomplikowana i trudna, a przez to nudna.